# Толстик (Лебяжский район)
 Толсти́к — деревня в Лебяжском районе Кировской области.

## География
Расположена на расстоянии примерно 15 км на северо-запад от райцентра поселка  Лебяжье на правом берегу реки Вятка.

## История
Известна с 1764 года как деревня с 192 жителями, в 1873 году в починке Толстик дворов 32 и жителей 308, 1905 50 и 365, в 1926 (уже деревня) 51 и 287, в 1950 30 и 90, в 1989 проживало 4 человека .  В период 2006-2020 годов входила в состав Михеевского сельского поселения до упразднения последнего.

## Население
Постоянное население составляло 2 человека (русские 100%) в 2002 году, 1 в 2010.